# 笹倉美波
笹倉 美波（ささくら みなみ、1991年2月18日 - ） は、神奈川県出身のアイドル。 身長160cm、血液型O型。
「ミスパーソナリティ・グランプリ2008」合格者。　鈴木美波 → 乙宮みく → 笹倉美波に改名。 

## ラジオ
- ゴチャ・まぜっ!木曜日 ミニコーナー（2008年10月 - 2009年1月、MBSラジオ）
- もっともゴチャ・まぜっ!（2009年4月11日 - 9月5日、MBSラジオ）